# Marlboro Automobile & Carriage Company

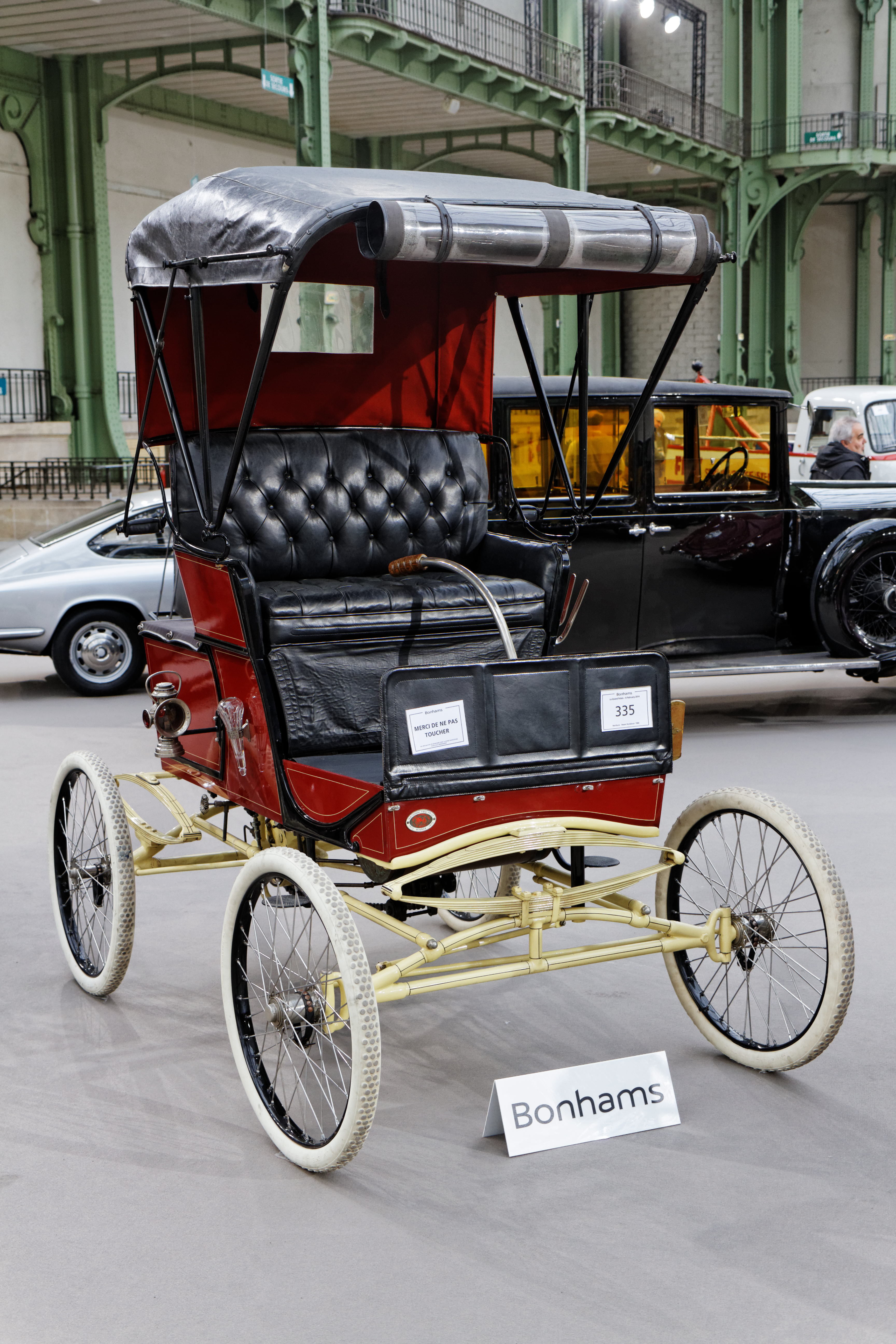
Marlboro von 1900

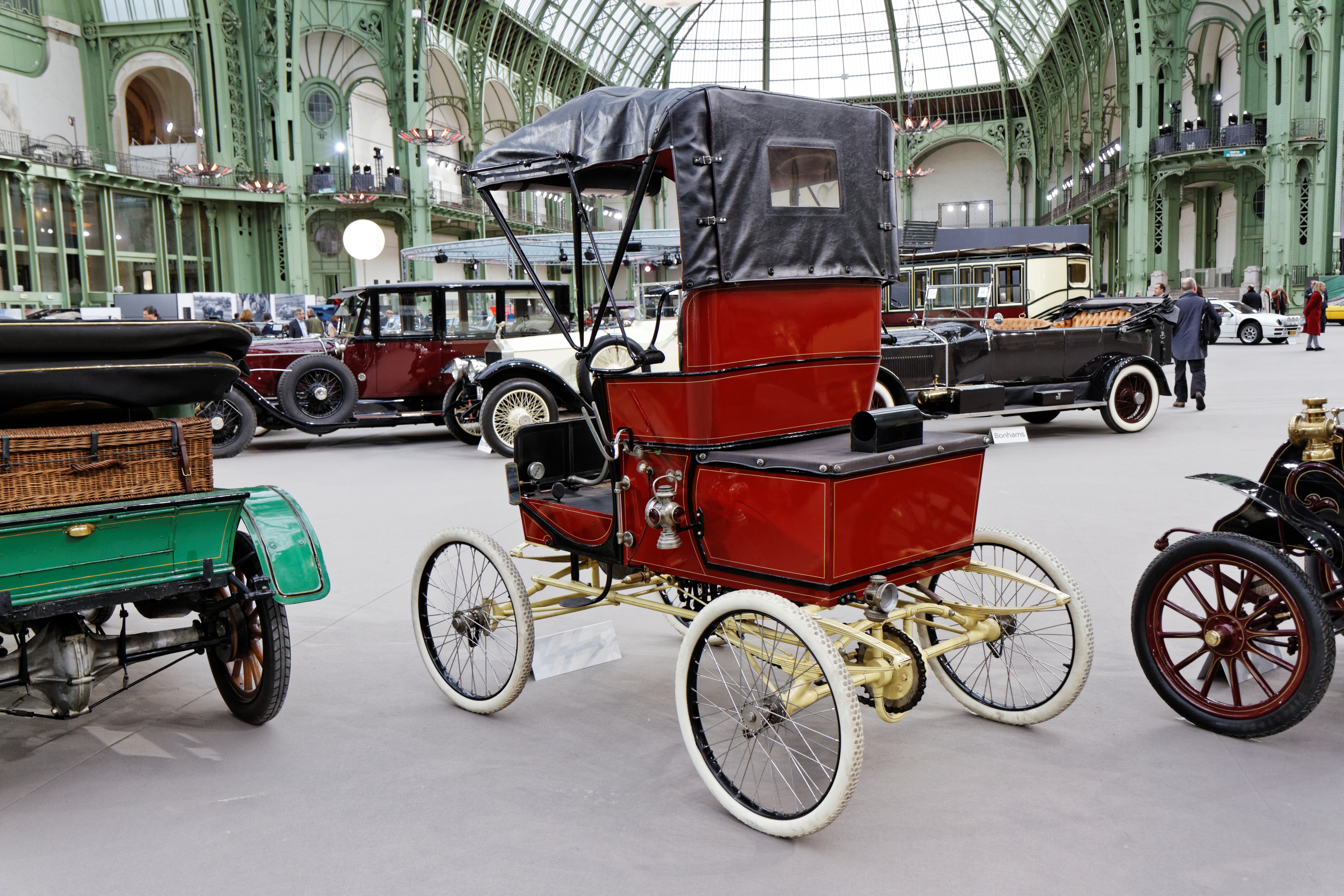
Heckansicht

Marlboro Automobile & Carriage Company war ein US-amerikanischer Hersteller von Automobilen.

## Unternehmensgeschichte
Orrin P. Walker gründete 1899 das Unternehmen. Der Sitz war in Marlborough in Massachusetts. Im März 1900 begann die Produktion von Automobilen. Der Markenname lautete Marlboro. Bereits bis Januar 1901 waren 30 Fahrzeuge hergestellt und verkauft. 1903 endete die Produktion.
Die Videx Automobile & Carriage Company übernahm das Unternehmen, musste jedoch bereits im Oktober 1903 aufgeben, ohne ein einziges Fahrzeug hergestellt zu haben.

## Fahrzeuge
Im Angebot standen Dampfwagen. Der Motor kam von der Mason-Neilan Regulator Company. Die Motorleistung von 5 PS wurde über eine Kette an die Hinterachse übertragen.
Eine kurze Ausführung mit 157 cm Radstand war als offener Zweisitzer karosseriert. Eine Abbildung zeigt einen Stanhope. Außerdem gab es eine Version, die ein Fahrgestell mit 170 cm Radstand hatte. Dessen Aufbau bot Platz für vier Personen.
Das Auktionshaus Bonhams bot mehrfach ein erhalten gebliebenes Fahrzeug an. Am 6. Februar 2014 wurde ein Preis von 50.000 bis 70.000 Euro erwartet und am 31. Oktober von 34.000 bis 45.000 Euro.